# 175

Римська імперія •  Парфянське царство •  Кушанське царство •  Східна Хань •  Сармати

## Геополітична ситуація
У Римській імперії сьомий рік одноосібно править Марк Аврелій (до 180). Імперія  займає Апеннінський, Піренейський та Балканський півострови, Галлію, частину Британії, Близький Схід, Північну Африку включно з Єгиптом. В імперії лютує чума Антоніна. Пограничні області перебувають під натиском германців.
Наймогутніша держава центральної Азії — Парфянське царство. Наймогутніша держава Індостану — Кушанське царство. Династія Хань править у Китаї.  Корейський півострів ділять між собою Три корейські держави. 
Триває докласичний період цивілізації мая.
На території майбутньої України, в степах Причорномор'я, кочують сармати, північніше — племена Черняхівської культури. В районі Карпат мешкали племена липицької культури.

## Події
- Консулами в Римі були Луцій Кальпурний Пізон та Публій Сальвій Юліан.
- Римський полководець Авідій Кассій спробував захопити владу в Римській імперії, проголосивши себе імператором, але був убитий.
- Завершилася перша маркоманська війна. Рим підписав мир з маркоманами на дуже вигідних для себе умовах.
- У Римі споруджено кінний монумент Марку Аврелію.
- Син римського імператора Марка Аврелія Коммод отримав титул цезаря.
- Обрано папу Елевтерія (рік приблизний).

## Померли
- Авідій Кассій — римський державний діяч.